# Orchard (Nebraska)
Orchard es una villa ubicada en el condado de Antelope en el estado estadounidense de Nebraska. En el Censo de 2010 tenía una población de 379 habitantes y una densidad poblacional de 325,91 personas por km².

## Geografía
Orchard se encuentra ubicada en las coordenadas 42°20′13″N 98°14′28″O / 42.33694, -98.24111. Según la Oficina del Censo de los Estados Unidos, Orchard tiene una superficie total de 1.16 km², de la cual 1.16 km² corresponden a tierra firme y (0%) 0 km² es agua.

## Demografía
Según el censo de 2010, había 379 personas residiendo en Orchard. La densidad de población era de 325,91 hab./km². De los 379 habitantes, Orchard estaba compuesto por el 98.15% blancos, el 0% eran afroamericanos, el 0% eran amerindios, el 0% eran asiáticos, el 0% eran isleños del Pacífico, el 1.06% eran de otras razas y el 0.79% pertenecían a dos o más razas. Del total de la población el 2.37% eran hispanos o latinos de cualquier raza.